# Expert
Expert è un gruppo svizzero di grande distribuzione organizzata specializzato in elettronica di consumo, elettrodomestici, informatica, telefonia e prodotti per la casa, con sede a Zugo. Nato nel 1969, trae origine dall'unione di 3 catene commerciali di Svezia, Francia e Germania, che si unirono fondando l'azienda internazionale in territorio elvetico.
Alla fine degli anni '90 viene stretta un'alleanza con gruppi similari in Canada, Nuova Zelanda, Australia e Stati Uniti d'America, fondando quindi la Expert Global.

## Punti vendita in Europa[1]
- Austria: 122
- Belgio: 38
- Repubblica Ceca: 52
- Danimarca: 99
- Finlandia: 104
- Francia: 144
- Germania: 397
- Grecia: 52
- Irlanda: 50
- Islanda: 1
- Italia: 320 (dal 2014 i Marco Polo assumono l'insegna Unieuro)
- Paesi Bassi: 148
- Norvegia: 175
- Portogallo: 141
- Spagna: 840
- Svezia: 168
- Slovacchia: 6

### Punti vendita non a marchio Expert
- Australia/Nuova Zelanda: 170 (Marchio BSR)
- Canada: Oltre 1200[2] (Marchio Cantrex)
- Stati Uniti d'America: 2500 (Marchio Brand Source / AVB Associated Volume Buyers)

## Expert in Italia
Expert  Italia S.p.A nasce nel 1969, acquisendo 2 anni dopo l'esclusiva per il marchio. È composta da 155 rivenditori indipendenti, per un totale di 321 negozi presenti in tutto il territorio italiano, inoltre aveva costituito una joint-venture con l'azienda romagnola SGM Distribuzione, detentrice del marchio Marco Polo-Expert, per la gestione di alcuni negozi di maggiori dimensioni; quest'ultima ha rilevato nel 2012 dodici punti vendita della catena ELDO, mentre l'anno successivo si è fusa con Unieuro, staccandosi così dal gruppo svizzero.
Nel 2023 lancia un nuovo concept store, Expert Link. Ad ottobre 2023 stringe un accordo con Coop Alleanza 3.0, Nova Coop, Coop Lombardia e Coop Liguria per l'apertura di shop in shop a marchio ''Expert In'' all'interno degli Ipercoop ed Extracoop gestiti dalle cooperative.